# Hyanide
Hyanide — мотоцикл-внедорожник, разработанный и созданный немецкими проектировщиками Тильманном Шлотцом и Оливером Келлером. Отличается высокой проходимостью; может двигаться по грязи, песку и снегу. В данный момент существует только опытный образец. Модель сконструирована таким образом, что обе ее части — и передняя и задняя — совершают поворот при маневре Мотоцикл двигается на моно колесе, состоящем из 77 сегментов. Для езды на нем необходимо иметь специальную обувь, которая крепится к мотоциклу. Модель не предполагается к серийному запуску.
Был создан для конкурса, проводимого компанией Michelin.